# 런던
런던(London, 고대 영어: Lunden 룬덴, 라틴어: Londinium 론디니움[*])은 영국과 잉글랜드의 수도이자 최대 도시이다. 인구는 2014년 기준 8,538,689명으로 영국은 물론 유럽 전체 대도시권 중 가장 큰 권역이다. 런던은 템스강을 기반으로 2,000년 동안 발전해 왔으며 역사는 로마인들이 론디니움이라는 요새를 지은 때부터 시작되었다. 시티 오브 런던은 고대 시대부터 런던의 핵심 지역인데, 크기는 1.12-마일(2.9km2)로 중세 시대부터 변하지 않고 있으며 2011년을 기준으로 7,375명이 거주하고 있는 잉글랜드에서 가장 작은 도시이다. 적어도 19세기부터 "런던"이라는 용어는 주변 도시를 중심으로 개발된 대도시를 뜻했다. 이러한 광역 도시권의 대부분은 런던 지역과 그레이터 런던으로, 런던 시장과 런던 의회에서 통치한다.
런던은 도쿄, 뉴욕과 함께 세계적인 글로벌 도시 중 하나이며, 예술, 경제, 패션, 엔터테인먼트, 금융, 의료, 매체, 전문산업, 연구와 개발산업, 관광, 교통 등 거의 모든 부문에 있어 세계 최고 역할을 하고 있다. 또한 세계 도시로 불리기도 한다. 특히 세계의 가장 중요한 금융 지구 중 한 곳으로, 기관에 따라 세계 도시 GDP 순위 중 5위 또는 6위로 선정된다. 국제 항공편 승객에 의하면 세계에서 관광객이 가장 많이 찾는 도시 중 한 곳이고 세계에서 가장 높은 여객 수송량을 담당하는 도시 중 한 곳이다. 런던은 유럽에서 가장 많은 대학을 보유하고 있는 도시로, 43개의 대학이있다. 런던은 1908년, 1948년, 2012년 하계 올림픽을 개최하면서 현대 도시 중 최초로 세 번의 하계 올림픽을 개최한 도시이다.
런던에는 런던탑, 큐 왕립식물원, 웨스트민스터 사원과 세인트 마가렛 성당으로 이루어진 웨스트민스터궁, 그리니치 천문대, 본초 자오선, 경도 0°, 그리니치 평균시 등이 있는 그리니치 유적지 총 네 개의 세계유산이 있다. 다른 유명한 랜드마크로는 버킹엄 궁전, 런던아이, 피카딜리 서커스, 세인트 폴 대성당, 타워 브릿지, 빅 벤, 트라팔가 광장, 더 샤드 등이 있다. 또 수 많은 박물관, 갤러리, 도서관, 체육시설, 문화회관이 있는데, 대영 박물관, 내셔널 갤러리, 테이트 모던, 대영 도서관, 웨스트엔드가 대표적이다. 런던 지하철은 세계 최초이자 가장 오래된 철도망이다.

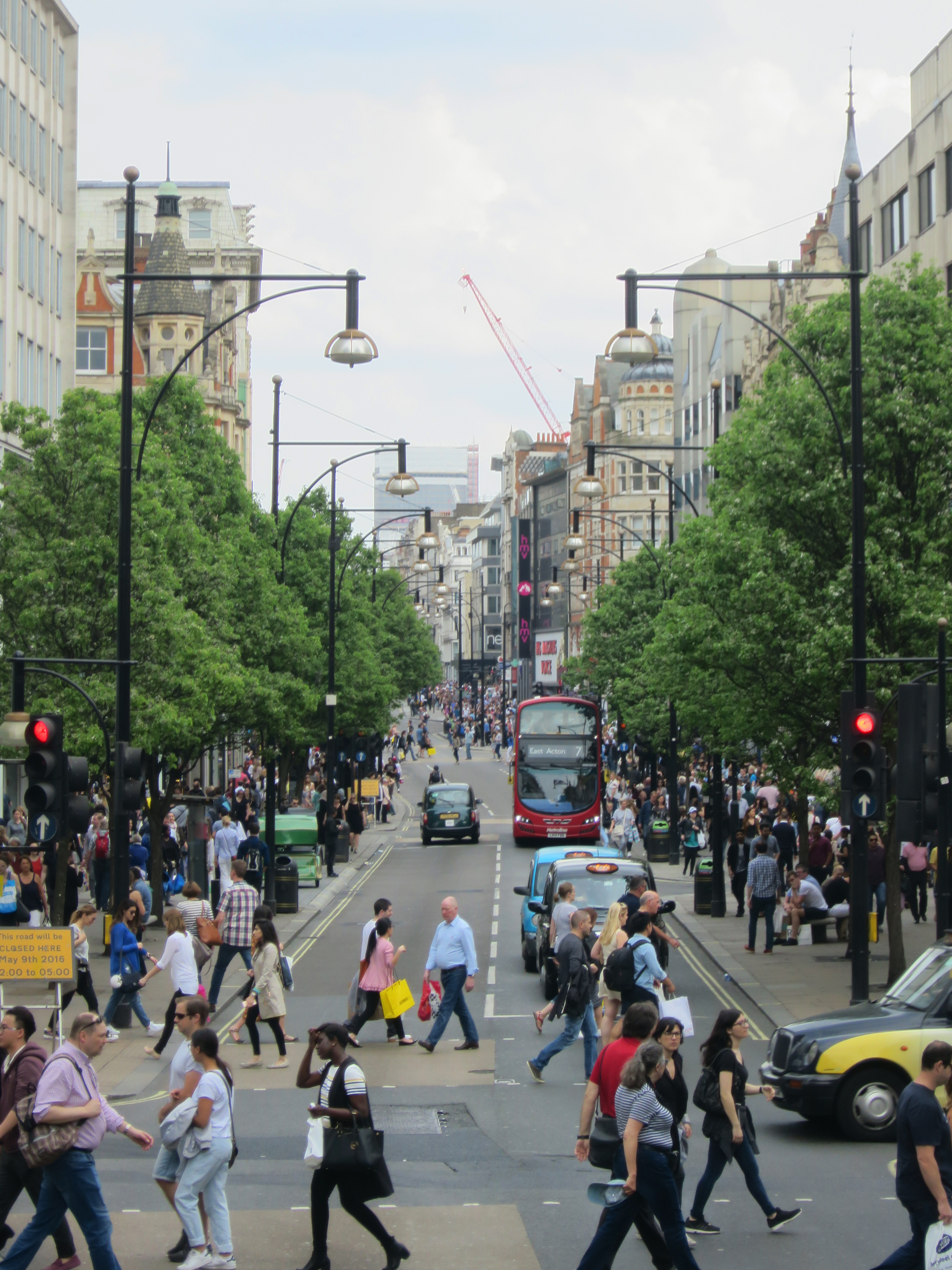

## 역사

### 초창기 역사
기원(起源)은 로마 시대로 거슬러 올라간다. 율리우스 카이사르가 브리타니아를 정복할 때에 지금의 런던 지역에는 켈트족들이 살고 있었다. 이후 로마인이 43년에 론디니움(라틴어: Londinium)이라는 요새를 건설하며 런던의 시초가 되었다. 200년대 초반 로마인들은 도시에 많은 성벽을 쌓았는데 침입자들로부터 도시를 방어하기 위함이었을 것이다. 410년에 민족 대이동이 시작되면서 로마군들이 본국으로 철수하였다.

### 중세 시대
게르만족의 부족인 색슨족, 앵글족, 주트족이 브리튼 섬의 동부에 정착하여 칠왕국을 세웠는데, 런던은 칠왕국 중 하나인 에식스 왕국의 수도로서 번영하였으며 당시에 룬덴(고대 영어: Lunden)이라고 불렸다. 800년대에는 덴마크의 바이킹이 도시를 공격하였고, 후에 알프레드 대왕이 런던을 새로 설립하였다.
1000년대에는 앵글로색슨의 왕인 에드워드 참회왕이 웨스트민스터 사원을 세웠다. 1066년에는 프랑스의 귀족인 기욤 (후에 윌리엄 1세)이 영국을 통치하였고, 웨스트민스터 사원에서 왕위에 올랐다. 윌리엄 1세는 런던 시민들을 자치 정부로 승인하였다. 중세기 동안에는 런던의 다른 건조물들이 건설되었는데, 1090년 쯤에 세인트 폴 대성당을 짓기 시작하여 200년 후에 완공되었다. 1209년에는 런던 브리지가 템스강에 첫 돌다리로 세워졌다. 후에 목제 다리로 변하였다가 가끔씩 재건하였다.
1100년대에는 런던의 공예와 상업의 길드가 발달하기 시작하였다. 길드는 각각 동업끼리 숙련공과 상인들을 상징하였다. 길드의 조합원들은 1190년대에 런던의 첫 시장을 뽑았다. 1215년에 존 왕이 런던이 자기 뜻으로 통치되는 것을 확립하였다. 역사가들의 주장으로는 1400년대에 런던의 인구가 약 75,000명이었다고 한다.
런던은 1500년대와 1600년대 초기에 빠르게 번영하였다. 헨리 8세의 통치 때에는 귀족들이 장벽들의 바깥인 서쪽에 사유지를 지었다. 헨리 8세가 사망한 1547년에는 웨스트민스터 궁전이 의회의 회의 장소가 되었다. 헨리 8세의 딸 엘리자베스 1세 때 와서 런던은 세계 무역의 중심지로 발달하였다. 상인들이 부유해지면서, 화려한 집들을 짓기 시작하였다. 영국의 첫 극장들이 외곽 지역들에서 개장되었다. 윌리엄 셰익스피어가 활동한 시기가 바로 이때였다. 1600년대 중반에는 런던의 인구는 500,000명이었다. 많은 런던 시민들은 장벽의 밖에 있는 구역들에 살았다.
1642년에 찰스 1세와 의회 사이에 싸움이 벌어지자, 런던은 올리버 크롬웰과 다른 청교도들이 이끄는 의회편 쪽에 섰다. 신앙심이 깊은 청교도들이 1649년에 찰스 1세를 처형하고 권력을 잡자, 런던의 번영은 지속되지 못했다. 크롬웰 정부가 극장들의 문을 닫았고, 이로 인해 시민들의 인기를 잃었다. 찰스 1세의 아들 찰스 2세가 망명으로부터 돌아오자, 런던 시민들은 그를 환영하였고 왕정 복고를 이루었다.
흑사병이 1655년에 도시를 황폐시키기 시작하였다. 쥐들이 빈민가를 들끓면서 도시로 번져가서 생겼는데, 100,000명의 생명을 빼앗았다. 1666년 9월 2일에 대화재가 일어났다. 다행히도, 사망자의 수는 적었다. 그러나 세인트 폴 대성당과 80개의 다른 교회들, 44개의 길드 회관들과 13,000채의 주택 등이 불에 타 재가 되고 말았다.

### 현대
런던 시민들은 목재 대신, 돌과 벽돌 등을 이용하여 도시를 재건하였다. 새 도시의 위대한 건축인은 크리스토퍼 렌 경이었다. 그는 화재로 인하여 파괴된 많은 건물들을 재건하였다. 많은 상인들도 웨스트 엔드로 옮겨갔다. 런던의 비지니스들은 곧 회복되었다. 1700년대 초반에는 런던 증권거래소가 열렸고, 신문업계들도 생겼다.
18세기 이후 산업혁명기를 거치며 급속히 성장했으며, 1800년에는 인구가 대략 1,000,000명이었다. 1800년대에는 런던이 세계에서 가장 큰 도시로 알려졌다. 산업혁명기 동안의 런던의 주요 역할은 공업 제품을 파는 시장들을 발전시키는 것이었다. 도시의 상인들과 은행가들은 막대한 행운을 만들었다. 부자인 런던 시민들은 도시에서 돈을 벌기는 하나, 웨스트 엔드 지역에서 시간을 보냈다. 1800년대 중반에는 웨스트 엔드는 유행적인 사회 생활지역으로 유명해졌다. 산업혁명은 런던에 번영은 물론 고통을 끼치기도 하였다. 부두, 공장, 창고에서 일하는 사람들은 가난한 사람들이었고, 복잡하고 병이 옮는 빈민굴에서 살기 시작하였다. 후에 슬럼 분위기는 서서히 나아지기 시작했다.
1800년대에는 수많은 런던 시민들이 도시의 외딴 지역들로 옮겨가기 시작하였다. 교통의 발달과 함께, 외곽의 번영이 시작되었다. 1750년에는 웨스트민스터 다리가 세워졌고, 그 후에 수많은 다리들이 세워졌다. 19세기에는 마차가 도시의 중요한 교통 수단이었고, 1800년대 중반에는 철도 서비스가 급격히 발달되었다. 런던 정부의 첫 개혁은 1888년에 세워졌다. 그레이터런던이 그해에 성립되었고, 다음 해에 28개의 자치구가 생겼다.
제1차 세계 대전 동안에 독일 공군이 런던에 폭탄 투하를 한 적이 있는데, 제2차 세계 대전에는 런던 대공습으로 보다 더 심한 피해를 입었다. 전쟁이 끝나자, 런던의 수많은 지역이 무너졌고, 15,000명 ~ 50,000명의 런던 시민들이 사망, 10만명에 가까운 시민들이 부상당하였다고 한다. 그러나, 곧 런던은 재건되어 영국의 정치, 경제, 문화의 중심지로 발달하였다.
1946년에는 1차 국제 연합 총회가 런던에서 열렸고, 2년 후인 1948년에는 하계 올림픽을 개최하였다. 20세기 동안에 식민지들이 독립되자, 그 나라들로부터 들어오는 이민들이 급증하였다. 2005년에는 2012년 하계 올림픽의 개최가 결정되어, 세 번 올림픽을 개최한 첫 도시가 되었다.

## 지리

### 범위

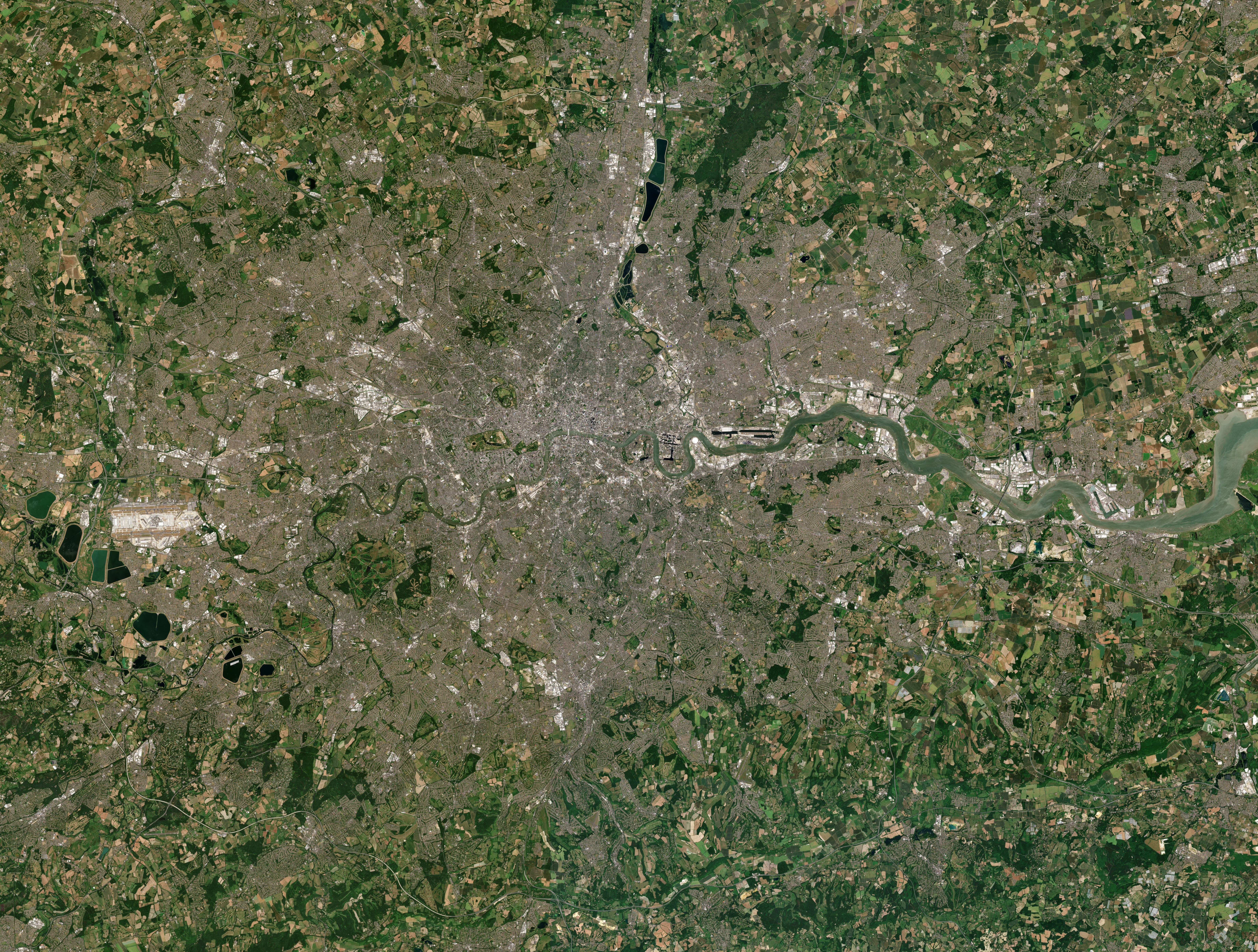
런던의 위성사진 (2018년)

우리가 런던이라 부르는 지역은 행정구역상 그레이터런던 (Greater London)이라 부르며, 잉글랜드의 아홉 지방 중 하나로 취급된다. 그레이터런던은 런던 대도시권을 대부분 포괄하고 있다. 그레이터런던 내에는 시티오브런던 (City of London)이라 해서, 고대에 세워진 런던 도심부의 작은 구역이 또 존재한다. 수 세기를 거쳐 런던 시가지가 시티오브런던의 경계를 넘어 확장되었지만, 시티오브런던의 행정부는 런던시와 그 주변부의 병합에 반대하고 독립체로 남기를 고수해왔기에, 오늘날까지도 그레이터런던과는 별개의 시티오브런던이 존속되고 있다. 이는 '런던'이라는 지명의 범위가 하나가 아닌 여러 가지가 될 수 있는 이유이기도 하다.
영국 우편번호 체계에서 '런던' (LONDON)으로 명명된 우편구역은 그레이터런던 전체에서 약 40% 범위 지역만 관할하고 있다. 런던 지역번호 (020)의 경우 그보다는 훨씬 더 넓은 지역을 관할하며 그레이터런던과 엇비슷한 범위지만, 그 역시도 외곽 지역이 포함되지 않거나 그레이터런던 범위 밖의 지역이 들어가 있는 등의 변동이 존재한다. 한편으로 M25 모터웨이의 경로를 따라 그레이터런던의 경계가 조정되기도 했다.
오늘날 런던의 도시개발은 광역 그린벨트 정책으로 제동이 걸려 있기 때문에 새로운 구역 확장 개발은 이뤄지지 않고 있으나, 기존에 개발된 구역이 경계를 넘어 곳곳으로 확장되고 있는데 이를 그레이터런던 도시권 (Greater London Urban Area)라는 별개의 명칭으로 정의한다. 그레이터런던 도시권역 너머로는 런던 광역권 (London metropolitan area)으로 크게 묶인다. 한편 그레이터런던 자체를 나누어 부르는 명칭으로는, 이너런던 (런던 내부)와 아우터런던 (런던 외곽), 템스강을 기준으로 삼은 노스런던과 사우스런던, 여기에 비공식적으로 런던 중심부를 일컫는 센트럴런던이 있다. 런던의 중심은 좌표로는 북위 51° 30′ 26″ 서경 00° 07′ 39″ / 북위 51.50722°  서경 0.12750° 으로 측정되며, 트라팔가 광장 너머 화이트홀로 이어지는 남쪽 로터리에 해당된다. 지도의 무게중심에 따른 런던의 지리적 중심은 템스강 이남 램버스구의 램버스 노스역 북동쪽으로 150m 떨어진 지점이다.

### 기후
런던은 온화한 해양성 기후이다. 겨울은 춥고 눈은 12월에서 2월 사이에 약 4~5번 정도 내린다. 3,4월에는 2~3년마다 드물게 눈이 내린다. 겨울 기온은 -4℃이하로 내려가거나 14℃ 이상 오르는 일은 거의 없다.
여름은 보통 온화하고 종종 덥다. 도심지역은 열섬 현상으로 인해 다른 교외지역보다 5℃ 정도 온도가 높게 올라간다. 일 년에 7일 정도 30℃ 이상으로 기온이 올라가고 2일 정도는 기온이 32℃를 넘는다. 여름에 런던에서는 10일 중 이틀 정도 비가 오며 여름 평균 기온은 24℃이다.
2003년 8월에 런던의 큐 지역에서 38.1℃의 최고 기온을 기록했고, 1962년 7월에는 런던 노스홀트 지역에서 -16.1℃의 최저 기온을 기록했다.
봄과 가을은 쾌적한 날씨가 나타난다.
| 런던 (히스로 공항, 1991년~2020년)의 기후 | 런던 (히스로 공항, 1991년~2020년)의 기후 | 런던 (히스로 공항, 1991년~2020년)의 기후 | 런던 (히스로 공항, 1991년~2020년)의 기후 | 런던 (히스로 공항, 1991년~2020년)의 기후 | 런던 (히스로 공항, 1991년~2020년)의 기후 | 런던 (히스로 공항, 1991년~2020년)의 기후 | 런던 (히스로 공항, 1991년~2020년)의 기후 | 런던 (히스로 공항, 1991년~2020년)의 기후 | 런던 (히스로 공항, 1991년~2020년)의 기후 | 런던 (히스로 공항, 1991년~2020년)의 기후 | 런던 (히스로 공항, 1991년~2020년)의 기후 | 런던 (히스로 공항, 1991년~2020년)의 기후 | 런던 (히스로 공항, 1991년~2020년)의 기후 |
| 월                                       | 1월                                      | 2월                                      | 3월                                      | 4월                                      | 5월                                      | 6월                                      | 7월                                      | 8월                                      | 9월                                      | 10월                                     | 11월                                     | 12월                                     | 연간                                     |
| ---------------------------------------- | ---------------------------------------- | ---------------------------------------- | ---------------------------------------- | ---------------------------------------- | ---------------------------------------- | ---------------------------------------- | ---------------------------------------- | ---------------------------------------- | ---------------------------------------- | ---------------------------------------- | ---------------------------------------- | ---------------------------------------- | ---------------------------------------- |
| 역대 최고 기온 °C (°F)                   | 17.2 (63.0)                              | 21.2 (70.2)                              | 24.5 (76.1)                              | 29.4 (84.9)                              | 32.8 (91.0)                              | 35.6 (96.1)                              | 40.2 (104.4)                             | 38.1 (100.6)                             | 35.0 (95.0)                              | 29.5 (85.1)                              | 21.1 (70.0)                              | 17.4 (63.3)                              | 40.2 (104.4)                             |
| 일평균 최고 기온 °C (°F)                 | 8.4 (47.1)                               | 9.0 (48.2)                               | 11.7 (53.1)                              | 15.0 (59.0)                              | 18.4 (65.1)                              | 21.6 (70.9)                              | 23.9 (75.0)                              | 23.4 (74.1)                              | 20.2 (68.4)                              | 15.8 (60.4)                              | 11.5 (52.7)                              | 8.8 (47.8)                               | 15.7 (60.3)                              |
| 일일 평균 기온 °C (°F)                   | 5.6 (42.1)                               | 5.8 (42.4)                               | 7.9 (46.2)                               | 10.5 (50.9)                              | 13.7 (56.7)                              | 16.8 (62.2)                              | 19.0 (66.2)                              | 18.7 (65.7)                              | 15.9 (60.6)                              | 12.3 (54.1)                              | 8.4 (47.1)                               | 5.9 (42.6)                               | 11.7 (53.1)                              |
| 일평균 최저 기온 °C (°F)                 | 2.7 (36.9)                               | 2.7 (36.9)                               | 4.1 (39.4)                               | 6.0 (42.8)                               | 9.1 (48.4)                               | 12.0 (53.6)                              | 14.2 (57.6)                              | 14.1 (57.4)                              | 11.6 (52.9)                              | 8.8 (47.8)                               | 5.3 (41.5)                               | 3.1 (37.6)                               | 7.8 (46.0)                               |
| 역대 최저 기온 °C (°F)                   | −16.1 (3.0)                              | −13.9 (7.0)                              | −8.9 (16.0)                              | −5.6 (21.9)                              | −3.1 (26.4)                              | −0.6 (30.9)                              | 3.9 (39.0)                               | 2.1 (35.8)                               | 1.4 (34.5)                               | −5.5 (22.1)                              | −7.1 (19.2)                              | −17.4 (0.7)                              | −17.4 (0.7)                              |
| 평균 강수량 mm (인치)                    | 58.8 (2.31)                              | 45.0 (1.77)                              | 38.8 (1.53)                              | 42.3 (1.67)                              | 45.9 (1.81)                              | 47.3 (1.86)                              | 45.8 (1.80)                              | 52.8 (2.08)                              | 49.6 (1.95)                              | 65.1 (2.56)                              | 66.6 (2.62)                              | 57.1 (2.25)                              | 615.0 (24.21)                            |
| 평균 강수일수 (≥ 1.0 mm)                 | 11.5                                     | 9.5                                      | 8.5                                      | 8.8                                      | 8.0                                      | 8.3                                      | 7.9                                      | 8.4                                      | 7.9                                      | 10.8                                     | 11.2                                     | 10.8                                     | 111.7                                    |
| 평균 상대 습도 (%)                       | 80                                       | 77                                       | 70                                       | 65                                       | 67                                       | 65                                       | 65                                       | 69                                       | 73                                       | 78                                       | 81                                       | 81                                       | 73                                       |
| 평균 월간 일조시간                       | 61.1                                     | 78.8                                     | 124.5                                    | 176.7                                    | 207.5                                    | 208.4                                    | 217.8                                    | 202.1                                    | 157.1                                    | 115.2                                    | 70.7                                     | 55.0                                     | 1,674.8                                  |
| 출처 1: 영국 기상청                      |                                          |                                          |                                          |                                          |                                          |                                          |                                          |                                          |                                          |                                          |                                          |                                          |                                          |
| 출처 2: 네덜란드 왕립 기상연구소         |                                          |                                          |                                          |                                          |                                          |                                          |                                          |                                          |                                          |                                          |                                          |                                          |                                          |

## 주민

### 인종
런던은 영국에서 인종적으로 가장 다양한 지역이다. 런던은 전세계에서 뉴욕시 다음으로 이민자의 수가 가장 많은 도시이며, 그 수도 빠르게 증가하여 신생아의 약 69%가 이민자 가정에서 태어나는 것으로 밝혀졌다.
2011년 인구조사 기준 영국 백인은 인구의 44.9%에 불과하며 인종별로 볼 때 백인이 59.8%, 아시아계(남아시아인) 20.9%, 흑인이 15.6%로 조사되었고, 그레이터런던 인구의 36.7%는 해외에서 출생하였다. 역사적으로 대부분의 이민자 인구는 인도, 파키스탄, 방글라데시, 스리랑카, 서인도 제도, 아프리카 등 대영제국의 전 식민지 국가들로부터 오는 경향이 강했으나, 최근에는 폴란드인이나 여러 동유럽 출신 유럽인들도 돈벌이를 위해 런던에 들어오기 시작하였으며, 오스트레일리아와 뉴질랜드의 젊은이들도 그 목적으로 들어온다. 화교 커뮤니티도 역사가 오래되었다. 이외에 유학이나 업무, 영어학습을 목적으로 하는 단기체류자들도 많은 편이다. 대체로 한국인들은 킹스턴어폰템스 뉴몰던과 그 주변에 많이 거주한다.

### 종교
2011년 인구조사 기준 런던은 기독교도의 인구가 48.4%로 조사되며, 이 밖에도 이민자들에 따라 수많은 종교가 존재하여 무종교자 20.7%와 무응답자 8.5% 이외에 이슬람교 12.4%, 힌두교 5.0%, 유대교 1.8%, 시크교 1.8%, 불교 1.0%, 기타 0.6%로 드러났다.
런던 기독교인들은 잉글랜드 성공회(Church of England), 개신교(감리교, 구세군, 침례교, 연합개혁&감리제 교회(United Reformed&Methodist,URC 등), 로마 가톨릭 등에 걸친 기독교인들이다. 한국교회에서는 흔히 영국 교회하면 이른바 '죽어가는 교회'로 알려져 있지만 실제로는 신앙·인격·학문이 바탕이 된 공정한 선발과정, 엄격한 신학교육으로 검증된 성직자들과 지역 공동체에 드러내지 않고 봉사하는 기독교 정신이 있는 교회라는 것이 영국에 거주한 한국 기독교인의 평가이다.

## 도시의 구획

### 행정 구역
런던은 33개의 구(區)를 관할한다. 근래에는 진행이 빠르게 발전하여 도시화가 진행된다. 또한 런던은 세계에서 가장 많은 33개 구를 가지고 있다. 때문에 런던은 정치, 문화 중심의 정립, 경제 중심 도시로 점차 변하고 있다. 런던의 구들은 다음과 같다.

런던의 자치구

| 자치구                 | 영어명                                  | 인구 (명) | 면적 (km2) |
| ---------------------- | --------------------------------------- | --------- | ---------- |
| 시티 오브 런던         | City of London                          | 7,375     | 2.90       |
| 시티 오브 웨스트민스터 | City of Westminster                     | 233,292   | 21.48      |
| 켄싱턴 첼시 구         | Royal Borough of Kensington and Chelsea | 156,190   | 12.13      |
| 해머스미스 풀럼구      | Royal Borough of Hammersmith and Fulham | 178,365   | 16.40      |
| 완즈워스구             | Royal Borough of Wandsworth             | 312,145   | 34.26      |
| 램버스구               | Royal Borough of Lambeth                | 318,216   | 26.82      |
| 서더크구               | Royal Borough of Southwark              | 302,538   | 28.85      |
| 타워햄리츠구           | Royal Borough of Tower Hamlets          | 284,015   | 19.77      |
| 해크니구               | Royal Borough of Hackney                | 263,150   | 19.06      |
| 이즐링턴구             | Royal Borough of Islington              | 221,030   | 14.86      |
| 캠던구                 | Royal Borough of Camden                 | 234,846   | 21.8       |
| 브렌트구               | Royal Borough of Brent                  | 320,762   | 43.24      |
| 일링구                 | Royal Borough of Ealing                 | 342,118   | 55.53      |
| 하운즐로구             | Royal Borough of Hounslow               | 265,568   | 55.98      |
| 리치먼드어폰템스구     | Royal Borough of Richmond upon Thames   | 193,585   | 57.41      |
| 킹스턴어폰템스구       | Royal Borough of Kingston upon Thames   | 169,958   | 37.25      |
| 머턴구                 | Royal Borough of Merton                 | 203,515   | 37.61      |
| 서턴구                 | Royal Borough of Sutton                 | 198,134   | 43.85      |
| 크로이든구             | Royal Borough of Croydon                | 376,040   | 87         |
| 브롬리구               | Royal Borough of Bromley                | 321,278   | 150.15     |
| 루이셤구               | Royal Borough of Lewisham               | 291,933   | 35.15      |
| 그리니치구             | Royal Borough of Greenwich              | 268,678   | 47.35      |
| 벡슬리구               | Royal Borough of Bexley                 | 239,865   | 60.56      |
| 헤이버링구             | Royal Borough of Havering               | 245,974   | 112.27     |
| 바킹 대거넘구          | Royal Borough of Barking and Dagenham   | 198,294   | 36.09      |
| 레드브리지구           | Royal Borough of Redbridge              | 293,055   | 56.41      |
| 뉴엄구                 | Royal Borough of Newham                 | 324,322   | 36.22      |
| 월섬포레스트구         | Royal Borough of Waltham Forest         | 268,020   | 38.82      |
| 해링게이구             | Royal Borough of Haringey               | 267,541   | 29.59      |
| 엔필드구               | Royal Borough of Enfield                | 324,574   | 82.20      |
| 바닛구                 | Royal Borough of Barnet                 | 374,915   | 86.74      |
| 해로구                 | Royal Borough of Harrow                 | 246,011   | 50.47      |
| 힐링던구               | Royal Borough of Hillingdon             | 292,690   | 115.70     |
| 런던                   | London                                  | 8,538,689 | 1,737.9    |

## 경제

### 금융
런던 증권거래소는 뉴욕 증권거래소와 함께 세계 경제의 중추(中樞)이다. 또한 중앙 은행인 잉글랜드 은행의 본사이기도 하다.

### 공업
런던에서 제일가는 공업은 출판업이고, 섬유, 기계, 약품 등의 제조업이 발달하였다.

## 교통

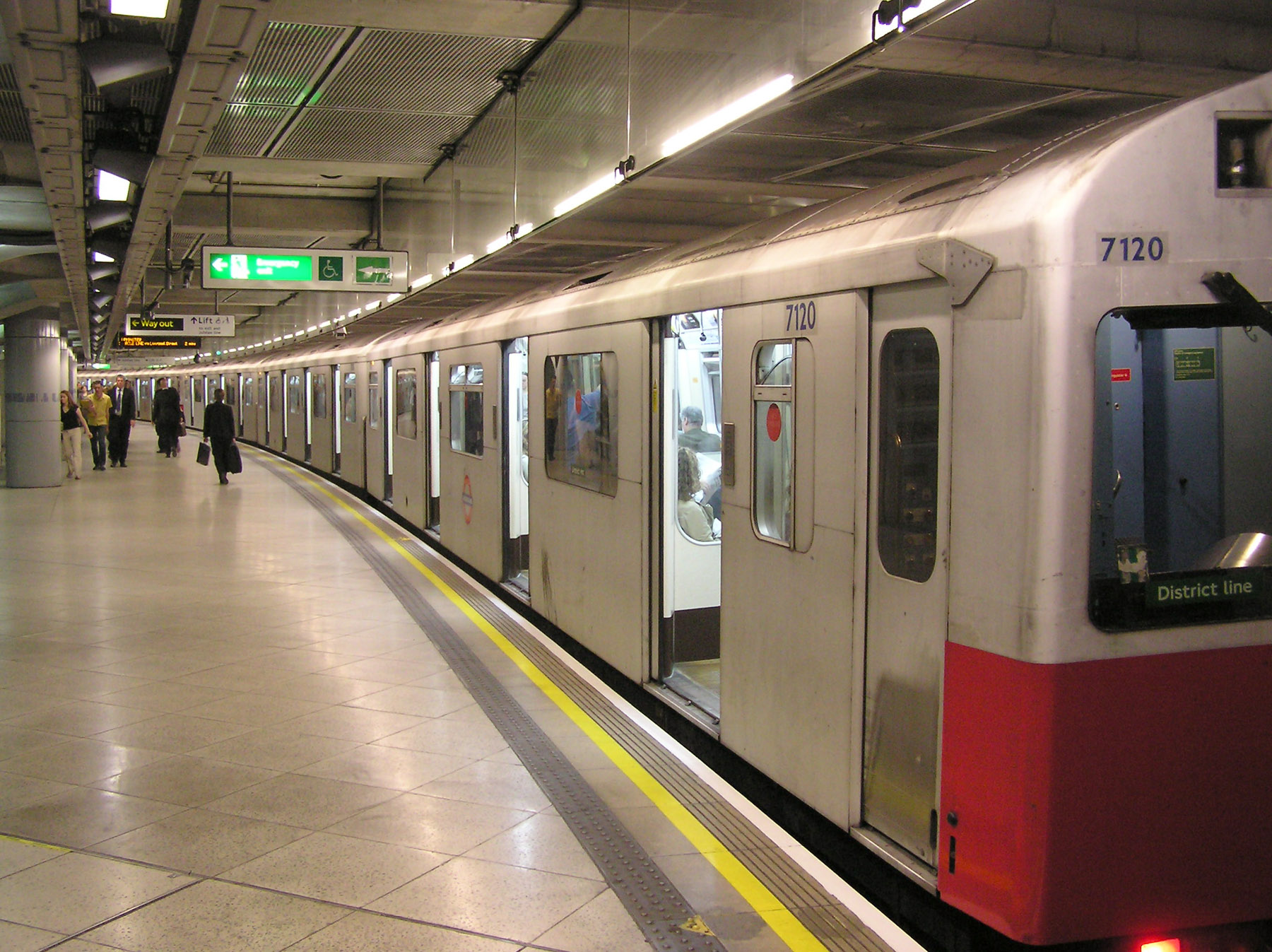
런던 지하철

런던 지하철은 세계 도시의 지하철 중에서는 최초로 개통된 것이다. 런던 부근에는 6개의 공항(空港)이 있으며, 그 중 히스로 공항은 국제적인 주요 허브 공항이다. 센트럴 런던 지역으로 진입하는 차량에는 혼잡통행료가 부과된다. 세인트 판크라스(St. Pancras)역에서는 해저터널을 통하여 프랑스와 벨기에로 갈 수 있는 유로스타를 이용할 수 있다.

## 문화

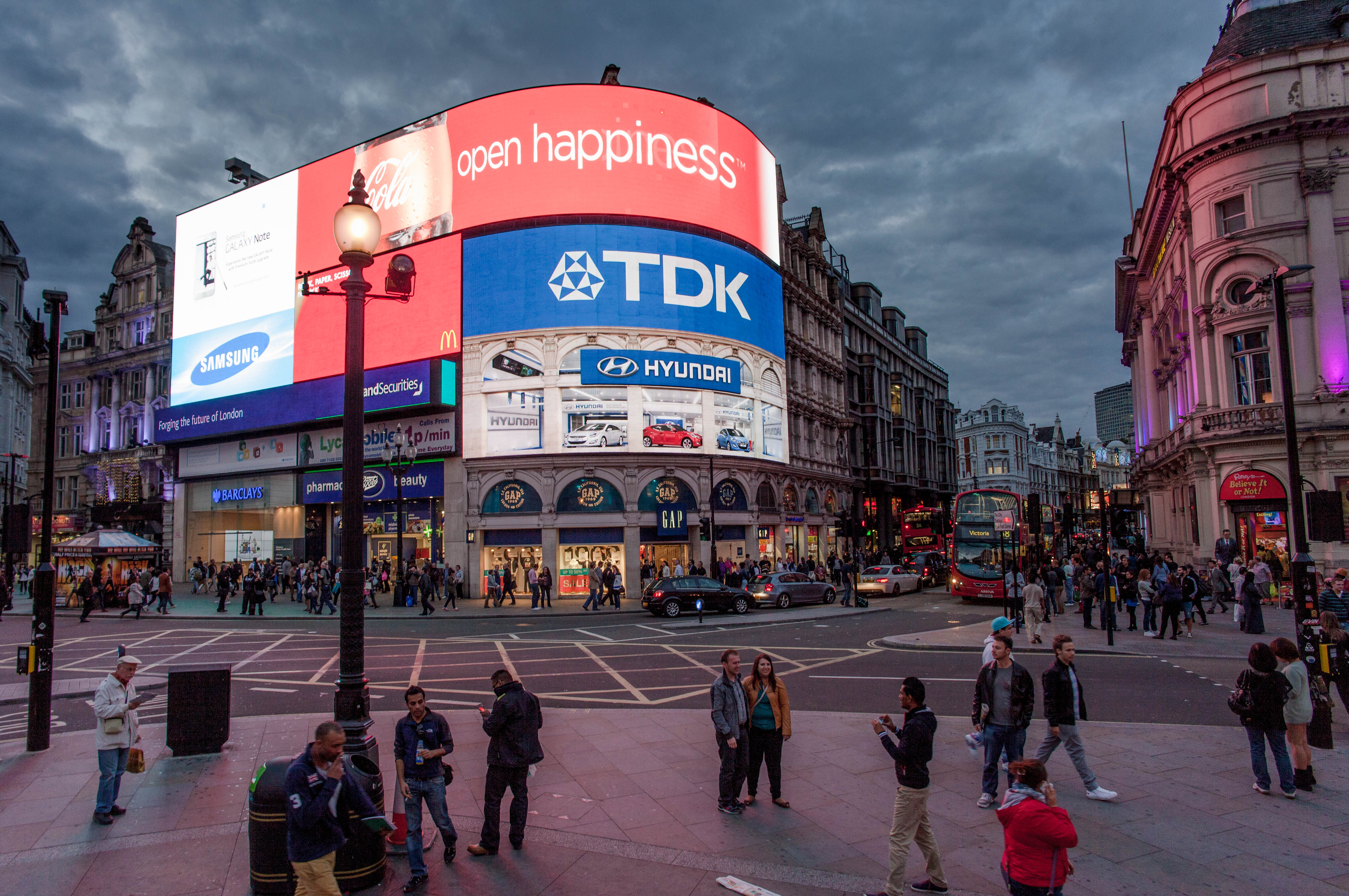
피카딜리 서커스

런던의 문화산업은 도시 경제의 큰 비중을 차지하고 있다. 2003년 통계에 따르면 런던 지역의 문화산업이 영국 전체의 4분의 1을 차지하며, 인구 천 명당 평균 25.6회의 행사를 누리는 것으로 조사됐다. 런던은 세계 4대 패션 수도 중 하나로 꼽히며, 영화 산업 규모로는 세계 3위, 희극 공연 규모로는 세계 1위로 집계된다. 극장 관람객 규모 역시 세계 1위에 달한다.

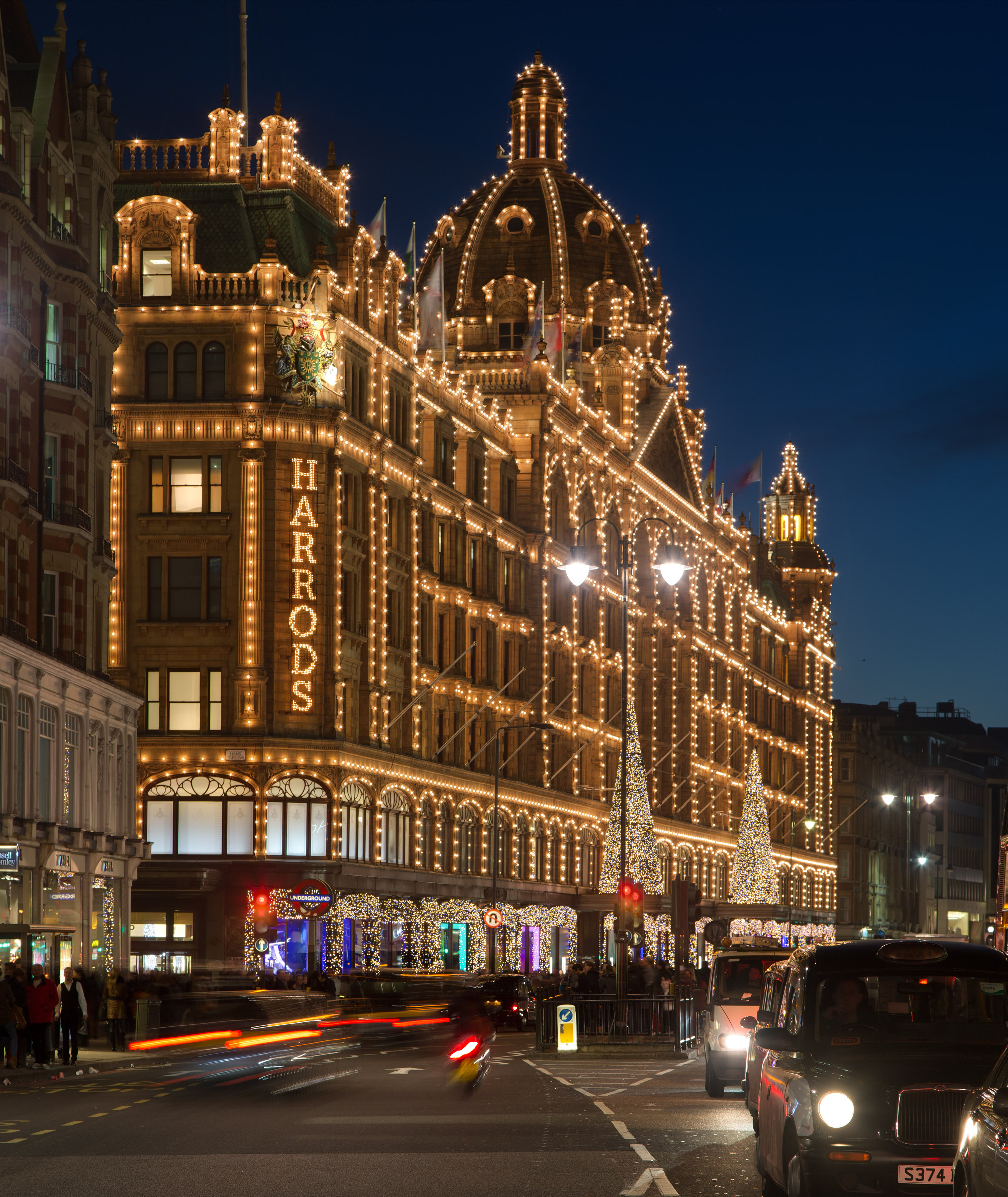
나이츠브리지의 해러즈 백화점

런던의 시티오브웨스트민스터에 위치한 웨스트엔드는 대표적인 문화 중심지로, 영국은 물론 전세계를 대상으로 한 영화 시사회가 열리는 레스터 광장 일대와, 거대한 광고 전광판으로 유명한 피카딜리 서커스를 따라 문화 구역이 형성되어 있다. 이곳에는 웨스트엔드 연극이라 불리는 공연·뮤지컬 문화를 즐길 수 있는 여러 극장과 영화관, 술집, 클럽, 식당이 밀집해 있다. 웨스트엔드의 소호에는 런던의 대표적인 차이나타운이 자리잡고 있으며, 바로 동쪽으로는 코번트 가든의 전문 식당가가 들어서 있다. 20세기 후반 들어서부터는 런던 출신으로 대표적인 뮤지컬 작곡가가 된 앤드류 로이드 웨버의 뮤지컬 작품, 《캣츠》와 《오페라의 유령》 등이 웨스트엔드의 극장가를 휩쓴 바 있다. 또 웨스트엔드에서는 1952년 초연된 애거사 크리스티의 〈쥐덫〉이 아직도 공연되고 있는 세계적인 기록을 지닌 곳이기도 하다. 영국의 대표적인 뮤지컬·연극 부문 상인 로런스 올리비에상 역시 해마다 이곳에서 시상식을 진행한다. 로열 발레단, 잉글랜드 국립발레단, 로열 오페라, 잉글랜드 국립오페라와 같은 발레단과 오페라단 역시 런던을 기반으로 하고 있으며, 웨스트엔드의 로열 오페라 하우스, 런던 콜리세움, 새들러즈 웰즈, 로열 앨버트 홀 등지에서 공연을 진행한다.

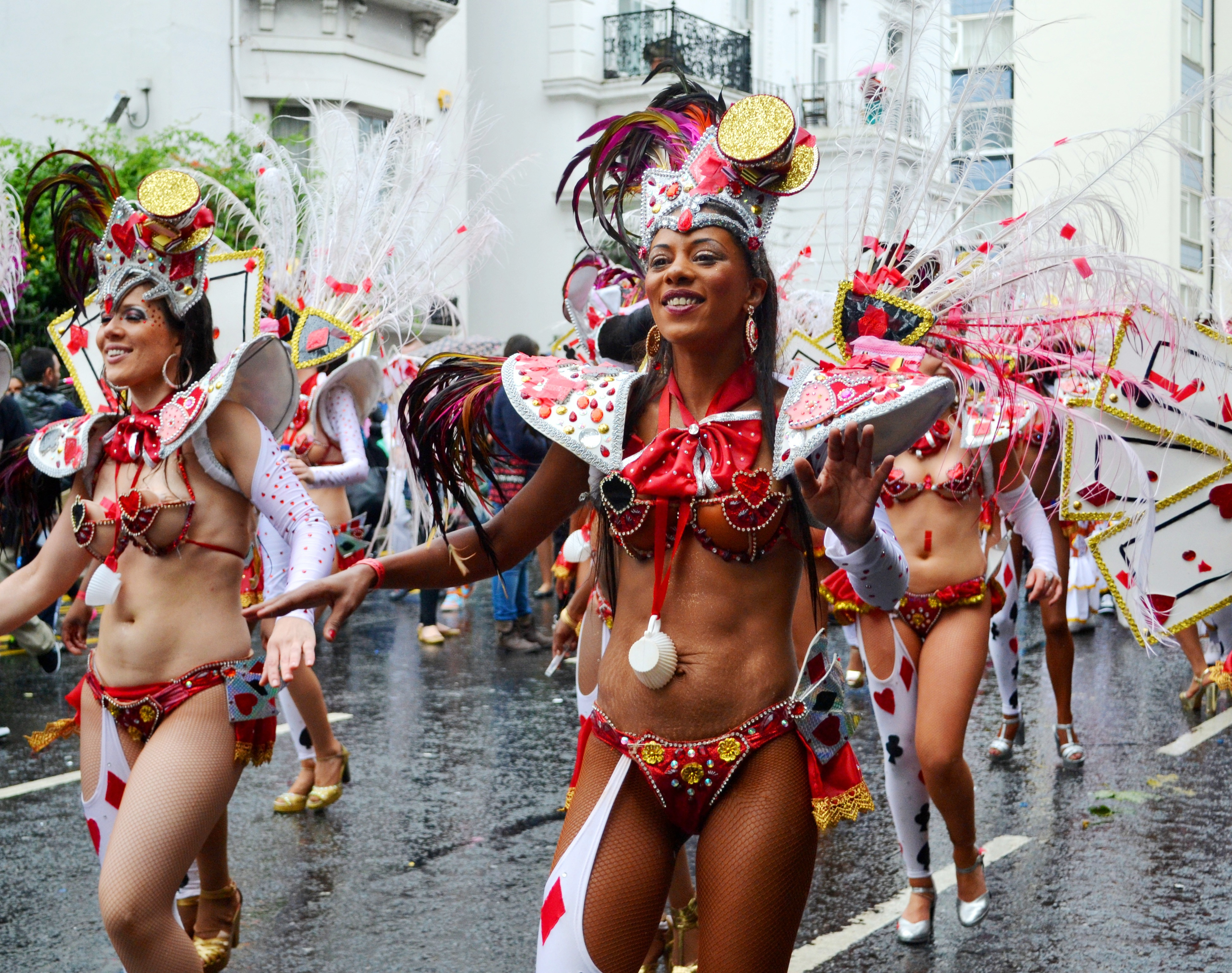
런던의 대표적인 길거리 축제인 노팅힐 축제 (2014년)

런던의 대표적인 상권은 이즐링턴의 어퍼스트리트를 따라 에인절까지 이어지는 상권으로, 영국에서 술집과 식당이 가장 많이 밀집한 상권이기도 하다. 옥스퍼드 스트리트는 영국 최대의 상가로 그 길이만 1km에 달하며, 유럽에서 가장 이용객이 많은 상가이기도 하다. 이곳에는 여러 백화점과 판매점이 들어서 있는데, 영국의 대표적인 백화점 중 하나인 셀프리지스 본점도 옥스퍼드 스트리트에 위치해 있다. 이에 못지않은 명성을 지닌 해로즈 백화점도 남서쪽으로 자리잡고 있으며, 1760년 창립되어 세계에서 가장 오래된 장난감 가게로 꼽히는 햄리즈도 1881년부터 옥스퍼드 스트리트에 본점을 두고 있다. 이밖에도 베이커 스트리트에는 1835년에 문을 연 마담 투소 밀랍인형 박물관이 있다.
런던의 패션은 1960년대 카나비 스트리트로 대표되는 선도적인 패션 문화를 이루었으며, 여러 미술대학과 패션학교가 자리하여 뉴욕, 파리, 밀라노 등과 함께 세계적인 패션 중심지로 거듭났다. 런던 출신의 대표적인 디자이너로는 비비안 웨스트우드, 존 갈리아노, 스텔라 매카트니, 마놀로 블라니크, 지미 추가 있다.
런던의 식문화는 다양한 인종이 모여든 도시답게 그 면모도 다양하다. 이를 대표하는 런던의 먹거리 문화 지역으로는 방글라데시 요리 식당이 밀집한 브릭 레인, 중화요리 식당이 많은 차이나타운이 있다. 런던 전역에서 중국 배달 음식점을 쉽게 찾아볼 수 있으며, 곳곳의 인도 요리 식당도 영국식 인도 요리라는 새로운 식문화에 기여하고 있다. 영국 요리의 대명사인 피시 앤드 칩스는 런던이 그 기원으로 알려져 있는데, 1860년경 유대계 이민자였던 조셉 말린이 런던 동부의 보 지역에 최초의 피시 앤드 칩스 가게를 열었던 것이 전해져 내려온다. 영국식 아침식사인 풀 잉글리시 브렉퍼스트는 빅토리아 시대까지 거슬러 올라가는 런던의 요리로, 수많은 카페에서 잉글리시 브렉퍼스트를 시간 제약 없이 취급 판매하고 있다. 미슐랭 가이드의 별 세 개 인증 레스토랑은 런던에만 총 다섯 곳이 있으며, 그 중의 하나가 첼시에 위치한 레스토랑 고든 램지이다. 차문화의 경우, 런던 각지의 호텔에서 전통식 애프터눈 티 서비스를 제공하며, 피카딜리의 호텔 카페 로열의 오스카 와일드 라운지가 특히 유명하다. 그 밖에도 에거튼 하우스 호텔에서는 이상한 나라의 앨리스를 테마로 한 애프터눈 티를, 코번트 가든의 원 올디치에서는 찰리와 초콜릿 공장을 테마로 한 애프터눈 티를 선보이고 있다. 이 밖에도 영국에서 차에 적셔 먹는 것으로 가장 유명한 다이제 비스킷인 맥비티즈도 1925년부터 런던 북서부의 할레스던에서 생산된다.

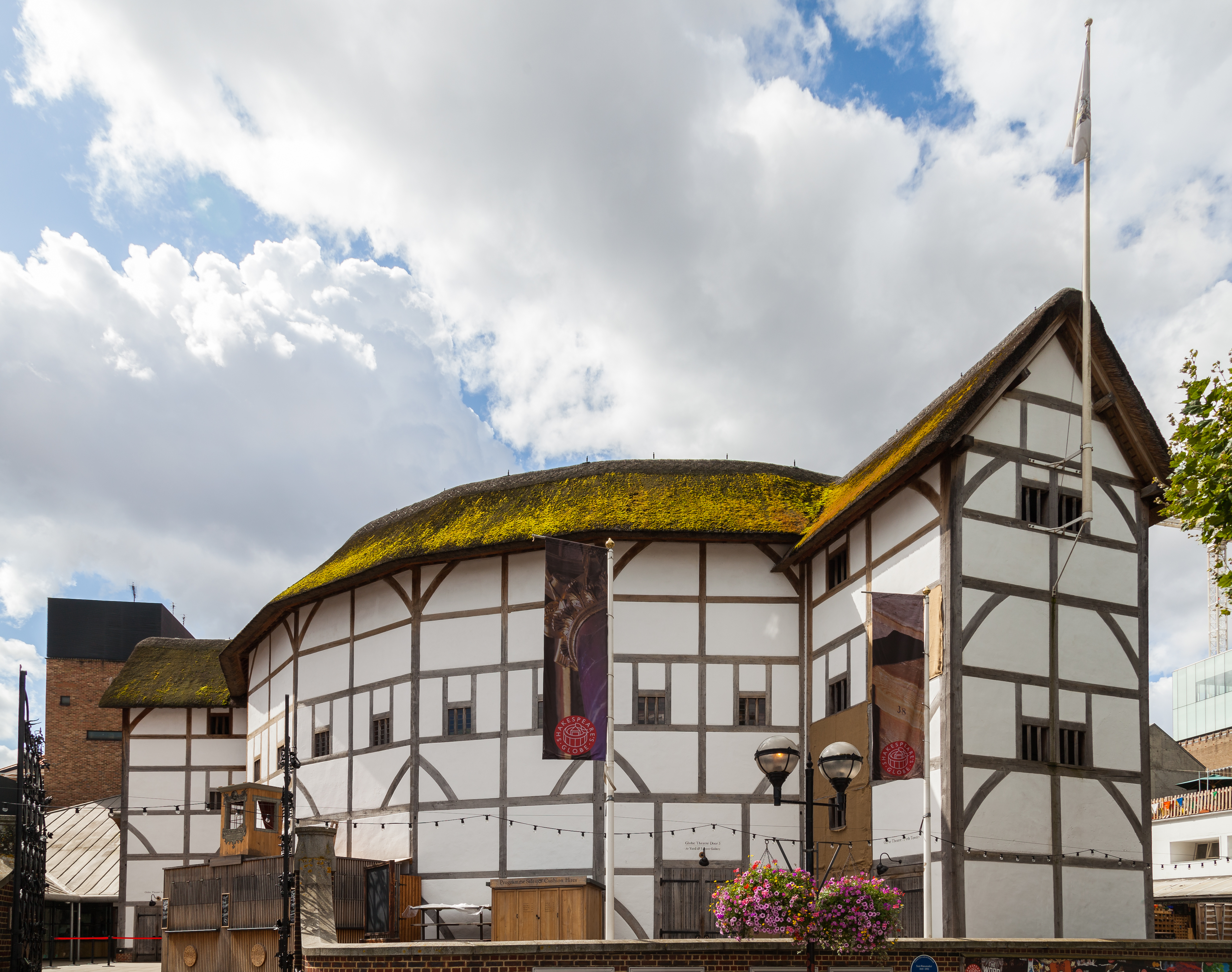
셰익스피어의 작품이 공연되던 글로브 극장을 복원한 셰익스피어 글로브

런던의 연례 행사로는 1월 1일 런던 아이에서 펼쳐지는 불꽃놀이 축제인 새해 퍼레이드 (New Year's Day Parade)부터, 매년 8월 말에 펼쳐지는 세계에서 두 번째로 큰 거리 축제인 노팅힐 카니발 (Notting Hill Carnival)이 있다. 전통 행사로는 11월의 로드 메이어스 쇼 (Lord Mayor's Show)가 있는데, 런던 시장경이 새로 임명되어 런던 거리를 행진하는 연례 행사가 수백 년 동안 전통적으로 열리고 있으며, 6월에는 트루핑 더 컬러 (Trooping the Colour)라는 이름으로 영국 국왕의 생일을 기념하여 영국군과 영연방 국가 부대가 참여하는 군사 행진식이 열린다. 또한 노팅힐 카니발 다음으로 영국에서 두 번째로 큰 거리 축제인 보이샤히 멜라 (Boishakhi Mela)는 방글라데시계 영국인들의 새해 맞이 축제로, 유럽에서 가장 큰 아시아인 축제이기도 하다. 마지막으로 왕립원예학회에서 주관하는 첼시 플라워 쇼 (Chelsea Flower Show)는 매년 5월 닷새 동안 진행되는 런던의 꽃 축제다.

### 문학·영화·방송

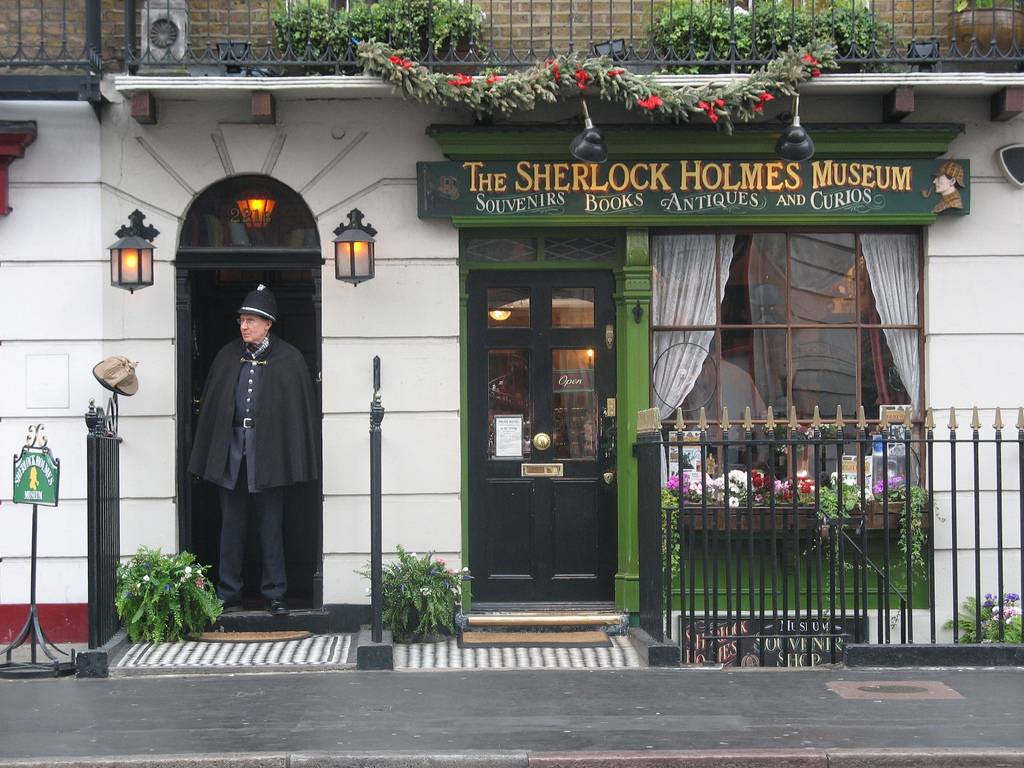
베이커 스트리트의 셜록 홈즈 박물관. 문 번호가 221B로 새겨져 있다.

런던은 영국의 수많은 문학 작품의 배경이 되어왔으며, 또 여러 작가들의 활동 근거지가 되어왔다. 그 시작은 14세기로 거슬러 올라가는데 제프리 초서의 《켄터베리 이야기》는 런던 서더크의 타바드라는 여관에서 쓰인 소설이다. 영국의 대문호 윌리엄 셰익스피어는 일생의 대부분을 런던에서 보냈으며, 그의 작품이 공연되던 글로브 극장은 오늘날 셰익스피어 글로브란 이름으로 복원되어 있다. 동시대 작가인 벤 존슨 역시 런던을 기반으로 활동하며 런던을 배경으로 한 작품들을 몇 편 남긴 바 있다. 《로빈슨 크루소》로 유명한 17세기 소설가 대니얼 디포 역시 1665년 런던 대역병을 소설화한 〈전염병 연대기〉 (1722)를 남겼다. 런던의 문학 중심지로는 전통적으로 햄프스테드가, 최근 들어서는 블룸스베리가 꼽힌다.

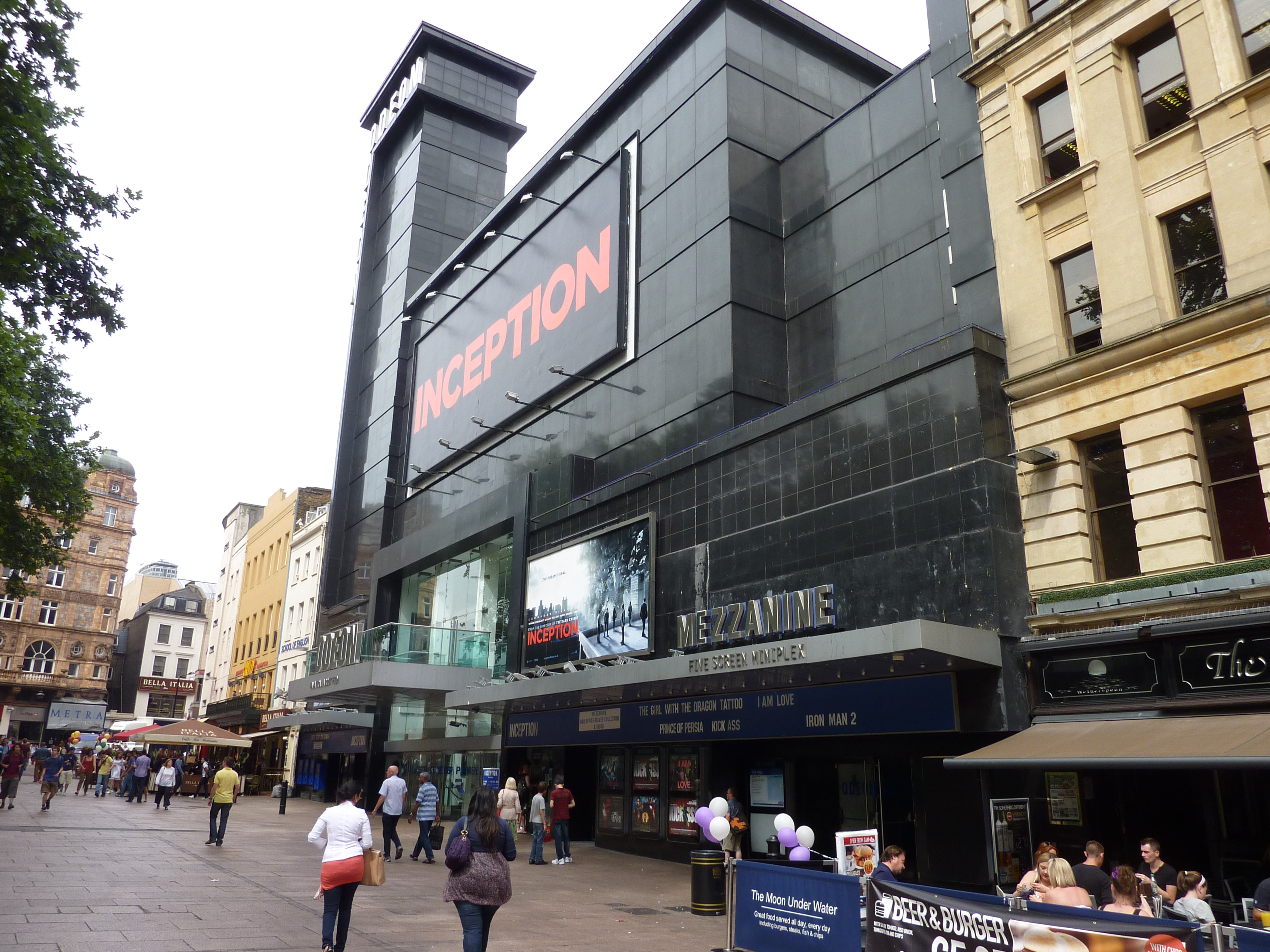
런던 리스터 스퀘어에 위치한 오데온 시네마는 1937년 개관의 역사를 자랑하는 곳으로 유럽과 전세계 최초 시사회가 다수 열리는 곳이기도 하다.

런던은 영국 영화계에도 중대한 역할을 맡았다. 파인우드 스튜디오, 엘스트리 스튜디오, 얼링 스튜디오, 셰퍼튼 스튜디오, 트위크넘 스튜디오, 리브스던 워너브라더스 스튜디오 등 영국의 주요 영화 제작 스튜디오가 런던과 그 인근에 몰려 있으며, 영국의 대표적인 영화 시리즈인 《제임스 본드》와 《해리 포터》 시리즈를 비롯한 여러 유명 작품들이 이들 스튜디오에서 제작됐다. 스튜디오 뿐만 아니라 제작사인 워킹 타이틀 필름도 런던에 본사를 두고 있다. 런던 도심의 소호는 포스트프로덕션 업체가 집중 분포한 지역이며, 프레임스토어와 앤디 서키스가 설립한 CG 모션캡쳐 스튜디오인 더 이매지너리엄을 비롯한 세계적인 규모의 특수효과 업체 여섯 곳이 런던에 위치해 있다.
런던을 무대로 한 대표적인 영화로는 《올리버 트위스트》 (1948년), 《피터 팬》 (1953년), 《101마리 강아지》 (1961년), 《마이 페어 레이디》 (1964년), 《메리 포핀스》 (1964년), 《욕망》 (1966년), 《시계태엽 오렌지》 (1971년), 《런던의 늑대 인간》 (1981년), 《노팅힐》 (1999년), 《러브 액츄얼리》 (2003년), 《브이 포 벤데타》 (2005년), 《셜록 홈즈》 (2009년), 《킹스 스피치》 (2010년), 《킹스맨 시리즈》 등이 있다.
런던 출신의 유명 영화배우와 제작자로는 찰리 채플린, 알프레드 히치콕, 마이클 케인, 엠마 톰슨, 게리 올드만, 가이 리치, 크리스토퍼 놀란, 앨런 릭맨, 주드 로, 헬레나 본햄 카터, 이드리스 엘바, 톰 하디, 키라 나이틀리, 대니얼 데이루이스가 있다. 단순히 단편 작품 뿐만 아니라 런던을 무대로 한 장르도 존재하는데, 알렉 기네스를 주인공으로 한 얼링 코미디 (Earling Comedies), 크리스토퍼 리를 주연으로 한 해머 호러 (Hammer Horrors), 휴 그랜트를 주연으로 한 리처드 커티스 감독의 로코무비 연작이 그 예다. 영국에서 가장 큰 영화 체인점인 오데온 시네마 (Odeon Cinema)는 1928년 오스카 도이치가 런던에 처음 설립된 업체다. 런던의 영화 관련 행사로는 1949년에 처음 열러 2017년부터 로열 앨버트 홀에서 시상식을 진행하는 영국 아카데미상 (BAFTAs)와, 1957년 출범하여 매년 10월마다 2주에 걸쳐 진행되는 BFI 런던 영화제가 있다.
런던은 영국 방송 제작의 중심지로, 텔레비전 센터 (BBC), ITV 스튜디오 (ITV), 스카이 캠퍼스 (스카이), 파운틴 스튜디오 등 영국의 각 전국방송 채널에서 사용하는 스튜디오가 전부 위치해 있다. 런던 지역 민방이었던 템스 텔레비전은 베니 힐과 로완 앳킨슨이란 코미디언으로 유명하며, 특히 후자의 경우 〈미스터 빈〉 시리즈로 전세계에 알려졌다. 스튜디오 뿐만 아니라 수많은 영국 드라마가 런던을 배경으로 하고 있으며, 영국의 국민 연속극인 BBC의 《이스트엔더스》나 수사드라마 《셜록》, SF 드라마 《닥터 후》 등이 대표적이다.

### 전시·도서

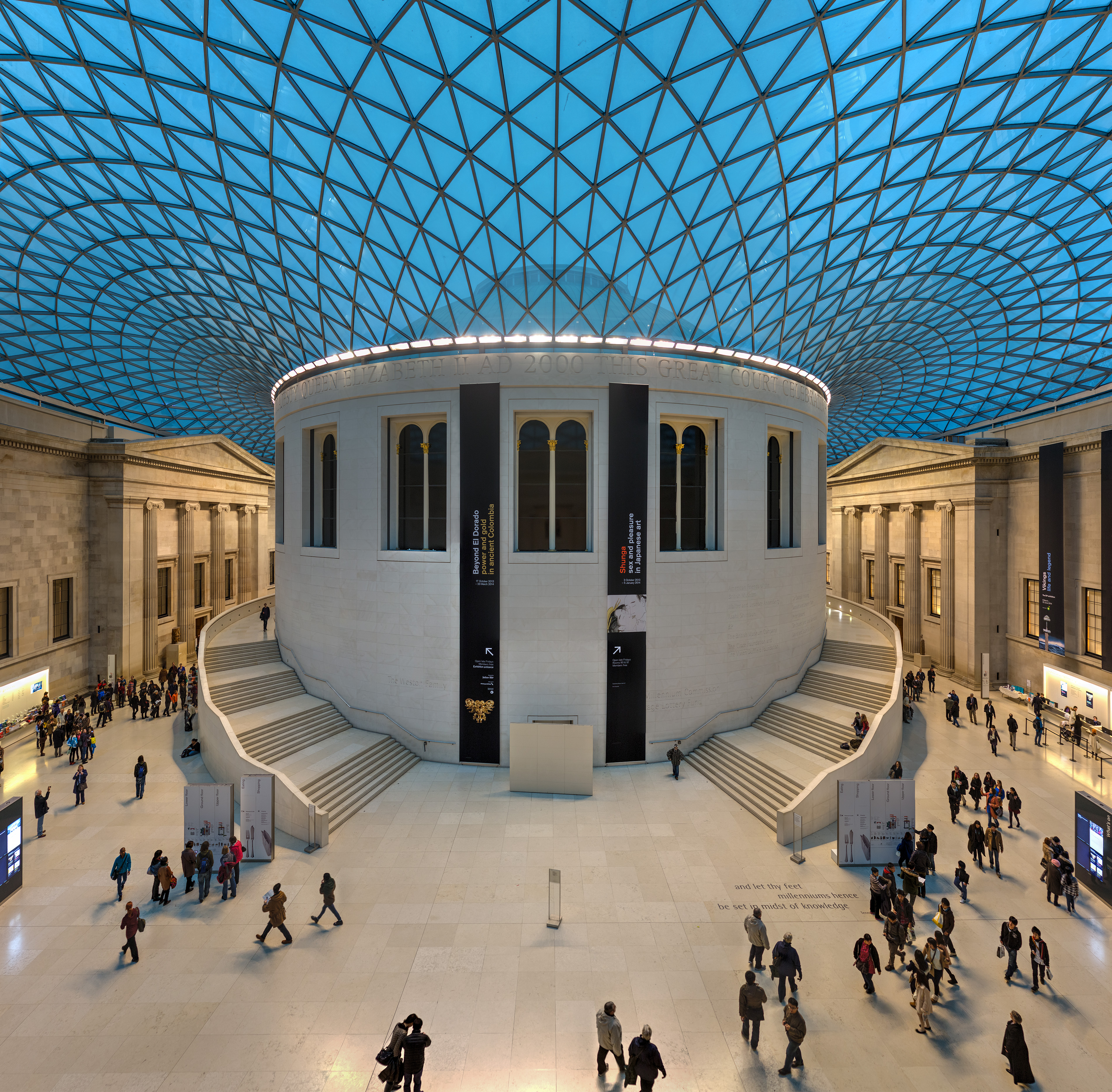
대영박물관 중앙홀

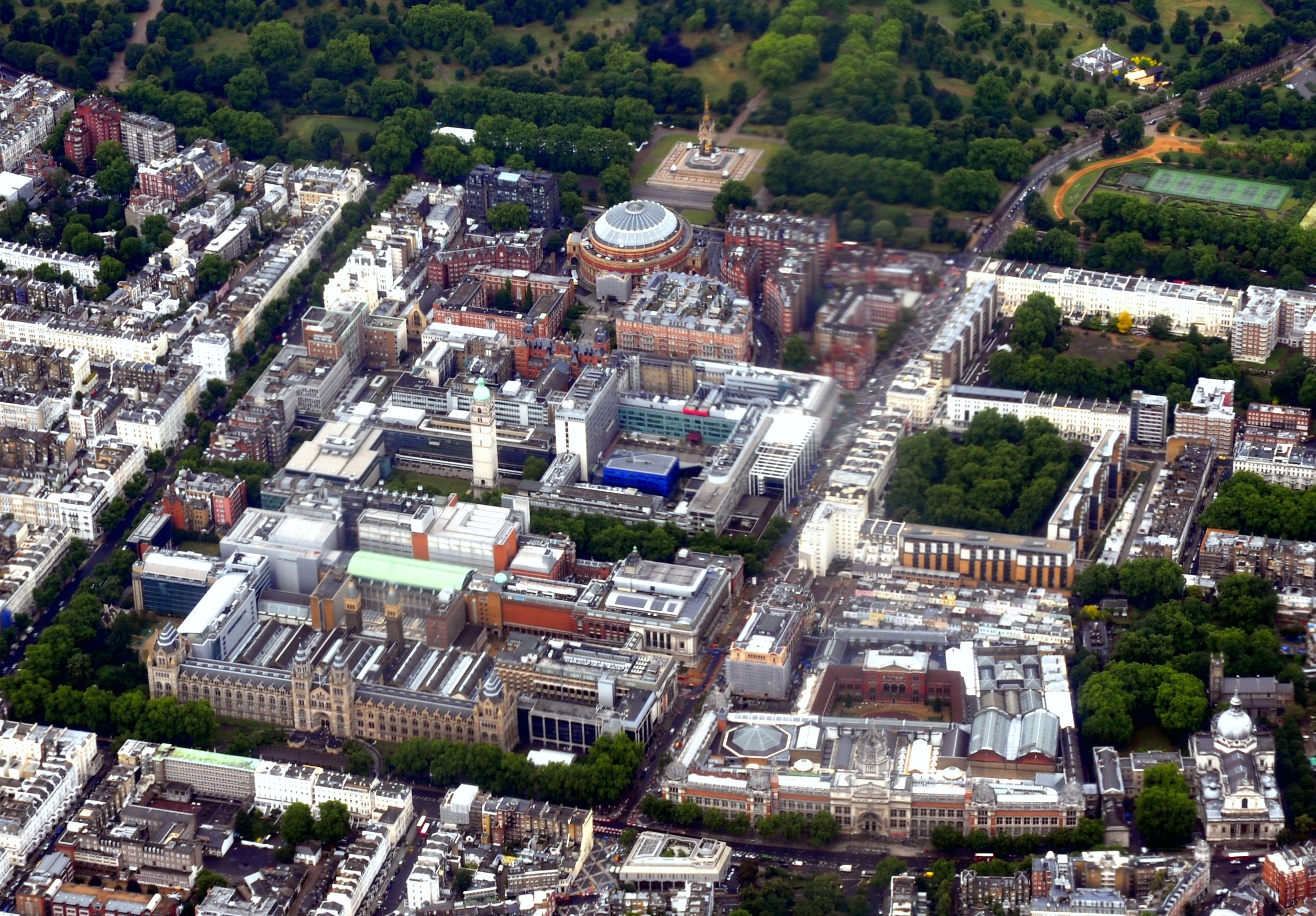
여러 박물관이 밀집한 앨버토폴리스. 앨버트 메모리얼, 로열 앨버트 홀, 왕립지리학회 본부, 로열 칼리지 오브 아트가 상단에, 임페리얼 칼리지, 로열 칼리지 오브 뮤직, 런던 과학 박물관이 가운데에, 빅토리아 앨버트 박물관과 런던 자연사 박물관이 하단에 있다.

런던에는 수많은 박물관과 미술관이 자리잡고 있으며, 런던의 대표적인 관광지이자 연구기관으로서 기능하고 있다. 그 시작이자 중심은 단연 대영박물관으로, 1753년 유물과 생물 표본의 보존, 국립 도서관의 목적으로 블룸스베리에 설립되었으나, 오늘날 전세계 각지에서 수집된 700만 점의 유물을 소장하는 영국 최대의 박물관으로 거듭났다. 전근대 서양 회화를 전담하는 국립미술관인 내셔널 갤러리는 1824년 설립되었으며, 트라팔가 광장의 한 축을 차지하고 있는 런던의 대표적인 미술관이다.
런던에 위치한 영국의 국립도서관인 대영도서관은 세계에서 두 번째로 큰 도서관이다. 대영도서관 외에도 웰컴 도서관과 대나 센터와 같은 연구용 도서관은 물론, 영국 정치경제대학교의 영국 정치 경제 과학 도서관, 임페리얼 칼리지의 중앙도서관, 킹스 칼리지의 모건 도서관, 런던 대학교의 시네이트 하우스 도서관 등, 여러 대학교 도서관도 자리잡고 있다.
런던의 사우스켄징턴 지역에는 19세기 말부터 개발된 '앨버토폴리스'라는 과학·문화 전시구역이 자리잡고 있다. 이곳에는 빅토리아 앨버트 박물관 (응용미술), 런던 자연사 박물관, 런던 과학 박물관의 세 국립박물관이 자리잡고 있다. 여기에 국립 초상화 박물관이 1856년에 설립되어 영국사의 유명인물 초상화를 소장하고 있는데, 초상화 컬렉션으로는 세계에서 가장 가치가 높다. 영국 미술을 전담하는 국립미술관으로는 테이트 브리튼이 있는데, 1897년 내셔널 갤러리의 부속관으로 출발한 곳이다. 테이트 브리튼은 한동안 현대미술까지 다뤘으나, 2000년부터는 이들 현대미술 소장품을 뱅크사이드 발전소를 개조해 건립한 테이트 모던으로 이전하여 전시하고 있다.

### 음악

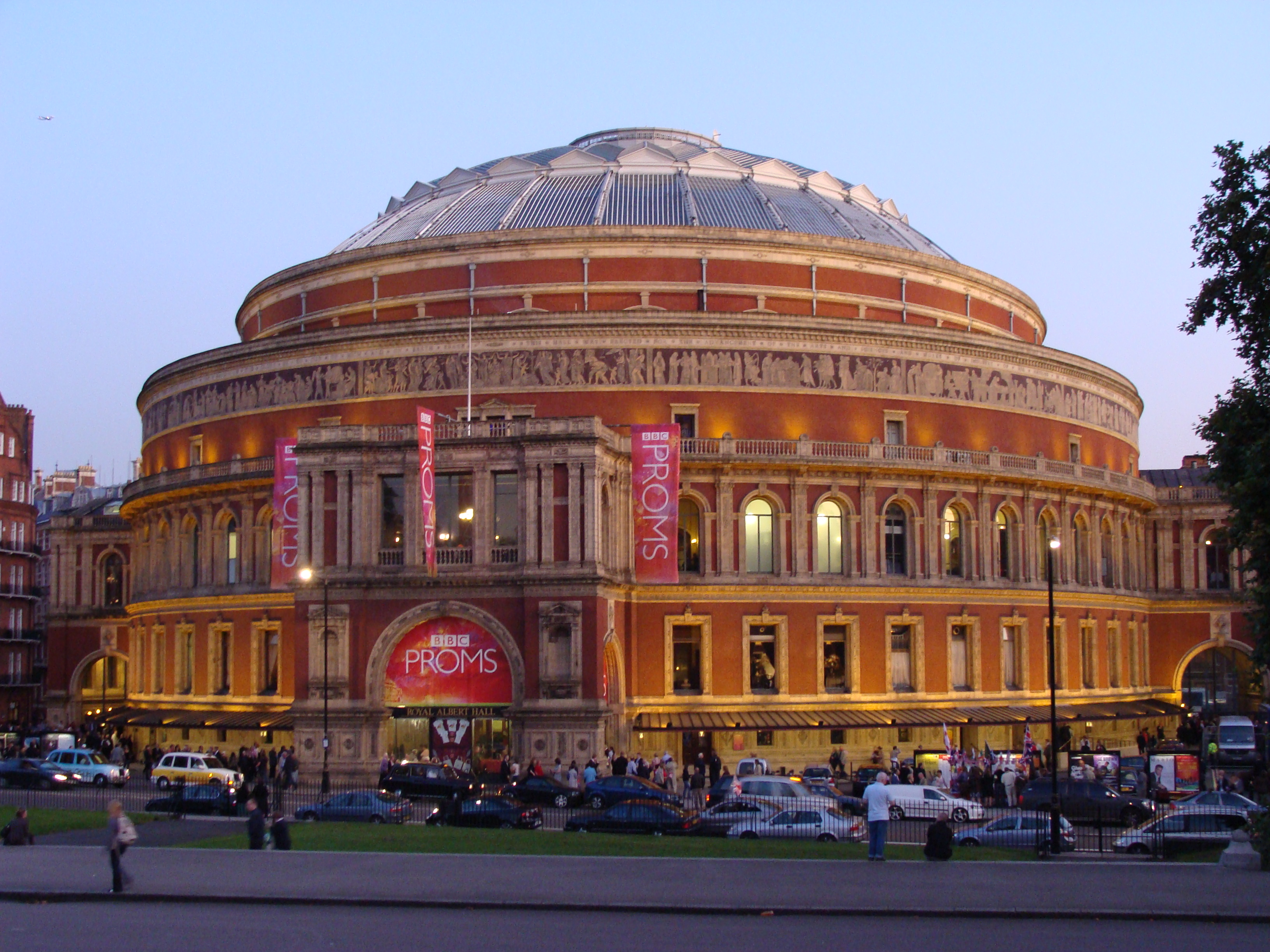
로열 앨버트 홀. 영국 국민들에게는 매년 여름마다 프롬스라는 특별 클래식 공연이 열리는 곳으로 유명하다. 평시에는 오케스트라 공연은 물론 콘서트와 음악 축제, 영화 상영도 이뤄진다.

런던은 세계에서 손꼽히는 클래식 음악과 대중음악의 중심지로, 유니버셜 뮤직 그룹과 워너 뮤직 그룹을 비롯한 대형 음악기업의 본사가 위치한 것은 물론 수많은 밴드, 뮤지션, 전문가의 활동지로도 이름나 있다. 런던에는 수많은 오케스트라 공연장과 콘서트 홀이 자리잡고 있는데, 바비칸 아트 센터 (런던 심포니 오케스트라와 런던 심포니 합창단), 사우스뱅크 센터 (런던 필하모닉 오케스트라, 필하모니아 오케스트라), 캐도건 홀 (로열 필하모닉 오케스트라), 로열 앨버트 홀 (더 프롬스)가 대표적이다. 특히 런던의 대표적인 오케스트라 공연으로는 더 프롬스가 꼽히는데, 1895년부터 지금까지 매년 여름마다 열리는 행사로, 8주간 매일 클래식 공연을 펼치다 마지막 날 밤 라스트 나잇 오브 더 프롬스란 이름의 마무리 공연으로 마무리된다. 런던의 대표적인 오페라 하우스로는 로열 오페라 하우스와 런던 콜리세움의 두 곳이 있는데, 이 중 로열 앨버트 홀에는 영국 최대의 파이프 오르간이 설치되어 있다. 이 밖에도 공연장은 아니지만 런던의 각 성당과 교회에 설치된 종마다 고유의 가곡이 있는데, 세인트 클레멘트 데인스의 교회 종은 1744년 동요 〈오렌지와 레몬〉을 연주하는 것으로 유명하다. 런던의 대표적인 음악 학교로는 왕립음악원, 로열 칼리지 오브 뮤직, 길드홀 스쿨 오브 뮤직 앤드 드라마, 트리니티 레이반 등이 있다.

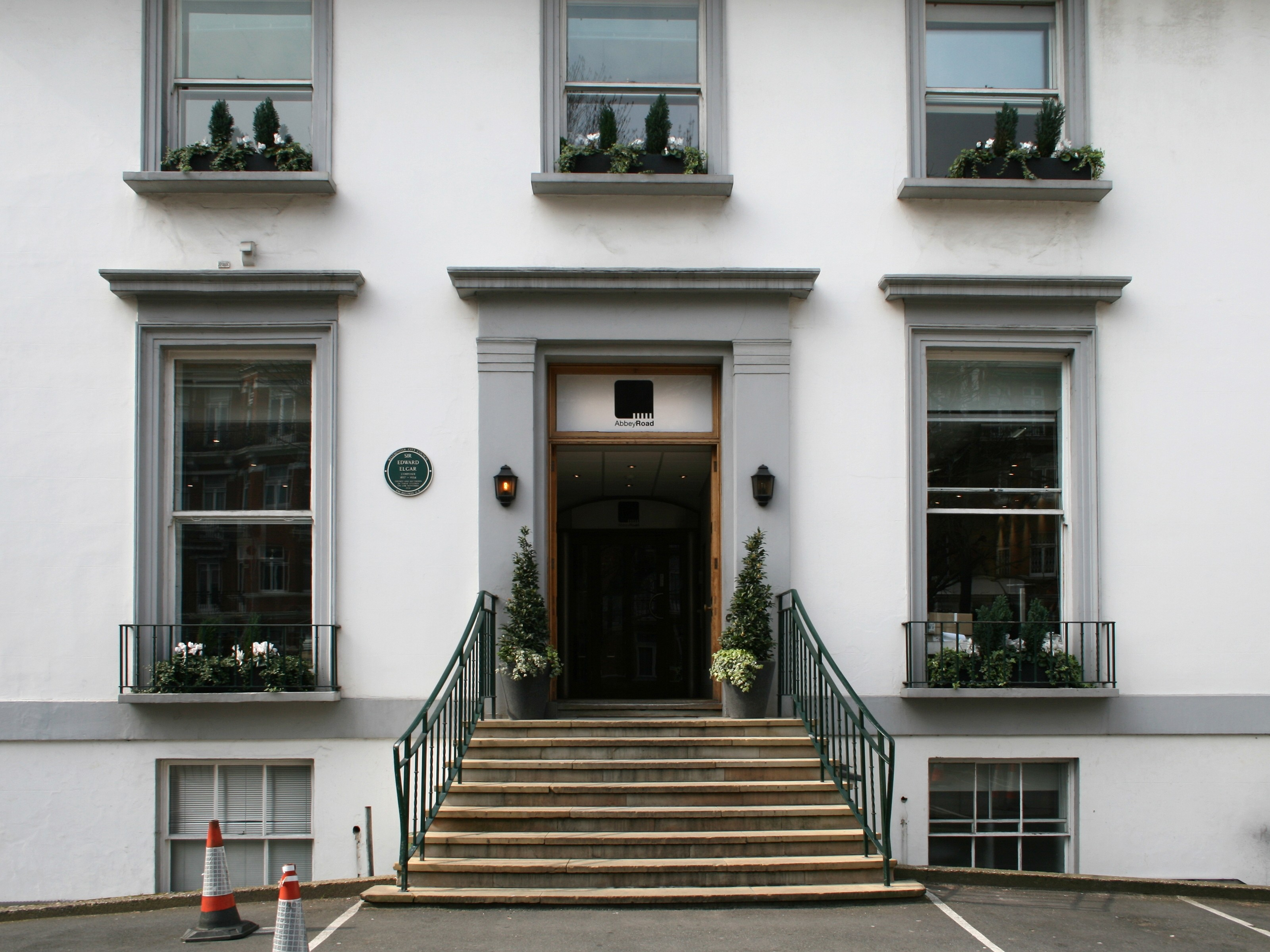
비틀즈의 음반 스튜디오로 유명한 애비 로드 스튜디오. 2010년 영국 등록문화재 2급으로 지정되었다.

대중음악 공연장도 여러 곳이 있으며, 세계에서 가장 많은 관객이 찾는 거대 실내 공연장인 O2 아레나와 웸블리 아레나는 물론, 브릭스턴 아카데미, 해머스미스 아폴로, 셰퍼즈부시 엠파이어 등의 중형 공연장도 있다. 런던의 음악 축제로는 와이어리스 페스티벌, 러브박스 페스티벌, 하이드 파크의 브리티시 서머 타임 등이 있다.
런던에 위치한 음악 스튜디오인 하드 록 카페와 애비 로드 스튜디오는 비틀즈가 수많은 명반을 녹음한 곳으로 명성이 높다. 또 1960년대부터 1980년대까지 영국 음악을 이끌었던 뮤지션 가운데 엘튼 존, 핑크 플로이드, 데이비드 보위, 퀸, 킹크스, 클리프 리처드, 롤링 스톤스, 더 후, 에릭 클랩튼, 레드 제플린, 아이언 메이든, T. Rex, 플리트우드 맥, 엘비스 코스텔로, 다이어 스트레이츠, 캣 스티븐스, 더 폴리스, 더 큐어, 매드니스, 컬처 클럽, 더스티 스프링필드, 필 콜린스, 로드 스튜어트, 스테이터스 큐오, 세이드 등이 런던에서 레코딩을 진행하며, 런던의 거리와 리듬으로부터 사운드의 영감을 얻은 바 있다.
런던은 펑크 음악의 발전에 중대한 영향을 끼쳤으며, 섹스 피스톨즈, 더 클래시가 런던을 기반으로 활동했다. 이 밖에 런던 뮤직 씬에서 활동한 대표적인 뮤지션으로는 조지 마이클, 케이트 부시, 펫 샵 보이즈, 부시, 스파이스 걸스, 자미로콰이, 블러, 프로디지, 고릴라즈, 멈퍼드 & 선스, 콜드플레이, 에이미 와인하우스, 아델, 샘 스미스, 에드 시런, 엘리 굴딩, 두아 리파, 플로렌스 앤 더 머신 등이 있다.

## 스포츠
런던은 하계 올림픽을 3회 유치한 도시로서 1908년 하계 올림픽, 1948년 하계 올림픽, 2012년 하계 올림픽을 개최하였으며 이는 하계 올림픽 역사상 최초의 기록이다. 코먼웰스 게임의 모태가 되는 1934년 브리티시 엠파이어 게임을 개최하였으며, 2017년 세계 육상 선수권 대회도 처음으로 개최하였다.
런던에서 가장 인기 있는 스포츠는 축구이며 런던을 연고지로 삼는 프리미어리그 구단은 아스널, 브렌트퍼드, 첼시, 크리스털 팰리스, 풀럼, 토트넘 홋스퍼, 웨스트햄 유나이티드 등 총 7곳에 달한다. 하위 리그의 프로축구단으로는 AFC 윔블던, 바닛, 브롬리, 찰턴 애슬레틱, 대거넘 & 레드브리지, 레이턴 오리엔트, 밀월, 퀸스 파크 레인저스, 서턴 유나이티드 등이 있다. 여자축구의 경우 런던을 연고지로 삼는 위민스 슈퍼 리그 구단은 아스널 WFC, 첼시 FC 위민, 토트넘 홋스퍼 FC 위민, 웨스트햄 유나이티드 FC 위민 등 총 4곳이다.
럭비 프로리그인 잉글리시 프리미어십의 경우 하를퀸 FC와 사라센스 FC 등 2곳이 런던을 연고지로 삼고 있다. RFU 챔피언십에서는 얼링 트레일파인더스와 런던 스코티시 FC가 런던을 연고지로 두고 있으며 이밖의 럭비팀으로는 리치먼드 FC, 로슬린 파크 FC, 웨스트컴 파크 RFC, 블랙히스 FC가 있다. 런던 남서부에 위치한 트위크넘 스타디움은 잉글랜드 럭비 유니언 국가대표팀의 홈구장으로 사용된다. 럭비리그의 경우 잉글랜드 북부의 인기보다는 덜하지만 슈퍼리그 구단인 럭비 브론코스가 런던을 연고지로 두고 있다.
윔블던 테니스 대회도 세계적으로 유명한데 1877년부터 런던 남서부 외곽의 윔블던에 위치한 올 잉글랜드 클럽에서 개최되고 있다. 매년 6월 말에서 7월 초까지 개최되며 세계에서 가장 오래된 테니스 대회라는 기록을 갖고 있다.
크리켓의 경우 잉글랜드 크리켓 국가대표팀의 연고지이며 로드스 경기장과 더 오벌의 2개 경기장이 런던에 위치해 있다. 로드스 경기장에서는 크리켓 월드컵의 최종전이 개최되며 크리켓의 성지로 불린다. 런던 북부의 알렉산드라궁에서는 PDC 월드 다트 챔피언십이 개최되며, 런던 시내에서 개최되는 런던 마라톤과 옥스퍼드대와 케임브리지대가 템스강에서 펼치는 유니버시티 보트 레이스 대회가 유명하다.

## 자매 도시
런던은 다른 많은 나라의 도시들과 우호적 관계를 맺고 있다.
- 미국 뉴욕시
- 러시아 모스크바
- 독일 베를린 (2000년부터)
- 중화인민공화국 베이징 (2006년부터)
- 도미니카 공화국 산토도밍고
- 튀르키예 앙카라
- 이란 테헤란
- 일본 도쿄
- 프랑스 파리 (2001년부터)
- 이탈리아 로마

## 같이 보기
- 그레이트 스모그

## 주해
1. ↑  참조: Independent city#National capitals.